# Fairey Campania
El Fairey Campania fue un avión británico de patrulla y reconocimiento embarcado de la Primera Guerra Mundial y de la guerra civil rusa. Era un biplano monomotor biplaza con dos flotadores principales y alas plegables hacia atrás. El Campania fue el primer avión diseñado específicamente para realizar operaciones desde portaaviones. 

## Diseño y desarrollo
La Marina Real fue pionera en la aviación de portaaviones y, en el otoño de 1914, adquirió el transatlántico Campania para convertirlo en portahidroaviones. La operación de hidroaviones requería que el portahidros se detuviera para izar las aeronaves con una grúa, lo que dejaba al buque extremadamente vulnerable a los ataques de submarinos, por lo que el Almirantazgo comenzó a buscar alternativas. A mediados de 1916, el Campania contaba con una cubierta de vuelo delantera  de 61 m en la que se llevaban a cabo experimentos de lanzamiento de aeronaves. El Almirantazgo emitió una especificación para una aeronave de patrulla y reconocimiento biplaza construida especialmente.
Fairey Aviation diseñó un biplano tractor monomotor de construcción en madera recubierta de tela, que voló por primera vez el 16 de febrero de 1917. Las alas de dos vanos se plegaban hacia atrás para su almacenamiento, la tripulación de dos ocupantes se sentaba en cabinas separadas, y el observador contaba con una ametralladora Lewis en un anillo Scarff. El primero de los dos prototipos, el F.16, estaba propulsado por un motor Rolls-Royce Eagle IV de 190 kW (250 hp) y el segundo prototipo, propulsado por un Eagle V de 205 kW (275 hp), fue denominado como F.17. Ambos prototipos volaron posteriormente desde Scapa Flow.

## Historia operacional
Tras las pruebas satisfactorias, el modelo entró en producción y servicio. La mayoría de los F.17 fueron embarcados a bordo de los portahidros HMS Campania, HMS Nairana y HMS Pegasus; el primer avión se incorporó al Campania, del que el modelo tomó su nombre. Sólo el Campania contaba con cubierta de vuelo; los Campania operaban desde ella utilizando bogies con ruedas desechables instalados en los flotadores. Los aviones de los demás barcos despegaban desde el agua de forma habitual.
Los 27 F.22 operaron desde bases aéreas del Real Servicio Aéreo Naval. El Campania tuvo una trayectoria discreta, pero desempeñó una función útil como avión de reconocimiento.
El 1 de agosto de 1918, durante la campaña del Norte de Rusia en apoyo a la intervención británica en la guerra civil rusa, las Campania del Nairana participaron en lo que probablemente fue la primera operación militar totalmente combinada aérea, marítima y terrestre de la historia, uniéndose a las fuerzas terrestres y navales aliadas para expulsar a los bolcheviques de sus fortificaciones en la isla Modyugski, en la desembocadura del río Duina del Norte en Rusia, y luego exploraron por delante de la fuerza aliada mientras avanzaba por el canal hacia Arcángel. La aparición de uno de los Campania sobre Arcángel indujo a los líderes bolcheviques de allí a entrar en pánico y huir. Los Campania del Nairana luego operaron contra los bolcheviques desde Arcángel, así como contra las posiciones defensivas finlandesas blancas en Kálevala en el otoño de 1918, desde Kem.
El Campania fue declarado obsoleto en agosto de 1919.

## Variantes
F.16
Motor Rolls-Royce Eagle IV de 190 kW (250 hp).
F.17
Motor Rolls-Royce Eagle V de 205 kW (275 hp) o Eagle III de 257 kW (345 hp).
F.22
Motor Sunbeam Maori II de 194 kW (260 hp).

## Operadores
Reino Unido
- Real Fuerza Aérea
- Real Servicio Aéreo Naval

## Especificaciones (F.22)
Referencia datos: Fairey Aircraft since 1915

### Características generales
- Tripulación: Dos
- Longitud: 13,1 m (43,1 ft)
- Envergadura: 18,8 m (61,6 ft)
- Altura: 4,6 m (15,1 ft)
- Superficie alar: 62,7 m² (674,6 ft²)
- Peso vacío: 1666 kg (3671,9 lb)
- Peso cargado: 2417 kg (5327,1 lb)
- Planta motriz: 1× motor lineal V12 refrigerado por agua Sunbeam Maori II.
  - Potencia: 190 kW (262 HP; 258 CV)
- Hélices: Bipala de paso fijo

### Rendimiento
- Velocidad máxima operativa (Vno): 137 km/h (85 MPH; 74 kt)
- Alcance: 4 h 30 min
- Techo de vuelo: 1800 m (5906 ft)
- Carga alar: 38,6 kg/m² (7,9 lb/ft²)
- Potencia/peso: 0,081 kW/kg (0,049 hp/lb)
- Tiempo a altitud: 7 min para 610 m (2000 pies)

### Armamento
- Ametralladoras: 

  - 1x Lewis de 7,7 mm en anillo Scarff en cabina trasera
- Bombas: Hasta 6 de 53 kg bajo las alas y el fuselaje